# Gare de Rogersville
La  gare de Rogersville de Rogersville est desservie par le train l'Océan de Via Rail Canada en provenance de Montréal.